# Callicarpa vestita
Callicarpa vestita là một loài thực vật có hoa trong họ Hoa môi. Loài này được Wall. ex C.B.Clarke mô tả khoa học đầu tiên năm 1885.